# Marcin Sołtyk
Marcin Sołtyk (ur. 17 grudnia 1967 w Kielcach) – polski lektor telewizyjny, radiowy i filmowy.

## Działalność[1][2]
Marcin Sołtyk jest głosem stacji telewizyjnych TV4 i TV6. Znany w popkulturze z intro „Tu Kielce!” utworu „Scyzoryk” Liroya z 1995 roku.

### Programy telewizyjne
- Pytanie na śniadanie – TVP2 (od 2014)
- Bake Off – Ale ciacho! – TVP2
- Ewa Ewart poleca – TVN24
- Wielki test – TVP1
- Shopping Queen – Polsat Cafe[3]
- Sonda 2 – TVP2
- Od Opola do Opola – TVP1
- Paranienormalni Tonight – TVP2
- Operacja aranżacja – TVP Kobieta (od 2022)

### Festiwale, gale i programy na żywo
- Krajowe Festiwale Piosenki Polskiej w Opolu
- Sylwester w Dwójce (2007, 2012–2016)
- Festiwal Piosenki Rosyjskiej w Zielonej Górze (2010–2013)
- Miss Polonia (TVP2) (2010–2011)
- Miss Polski (Polsat) (2013–2014)
- Telekamery (2012–2015)
- Róże Gali (TVP2) (2011–2013, 2015)

### Seriale
- Zakazane uczucie
- Deadwind (Netflix)
- Baranek Shaun (trzecia wersja dubbingu) (2006-2016)
- Robin Hood
- Pies, który mówi
- Łowcy mitów
- Uliczne Wyścigi

### Stacje radiowe
- Polskie Radio Kielce (1990-1995)
- Radio FaMa (1995-1998)
- Radio Tak FM (1998)